# Aaron Sidwell
Aaron Sidwell (Maidstone, 12 settembre 1988) è un attore e cantante inglese.
È noto soprattutto per aver interpretato Steven Beale nella soap opera inglese EastEnders.
Ha recitato anche in diversi musical del West End londinese, tra cui American Idiot, Grey Gardens, Wicked, Ghost e Oliver!.

## Filmografia parziale
- EastEnders - serie TV, 240 episodi (2007-2017)